# Rząd Gézy Fejérváry

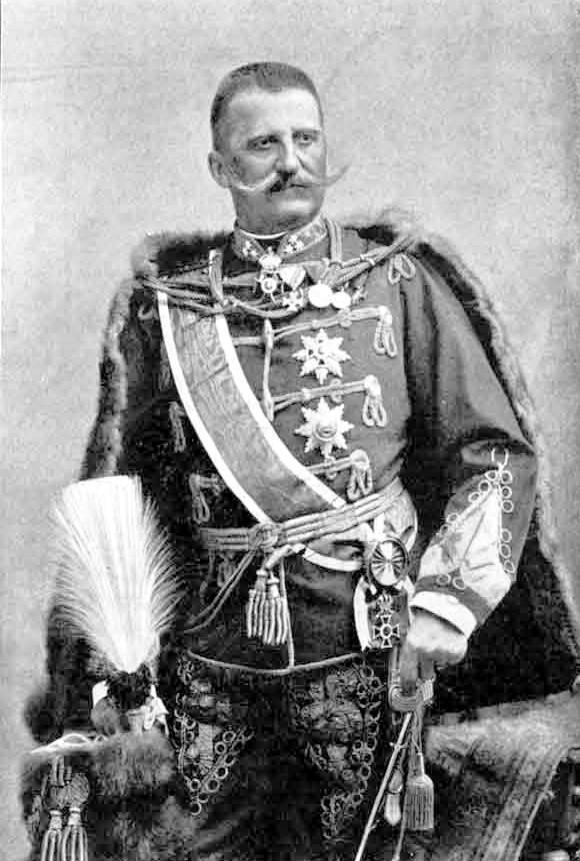
Géza Fejérváry

Rząd Gézy Fejérváry – rząd Królestwa Węgier, działający od 1905 do 1906, pod przewodnictwem premiera Gézy Fejérváry.